# Apogon kiensis
 Apogon kiensis és una espècie de peix de la família dels apogònids i de l'ordre dels perciformes.

## Morfologia
Els mascles poden assolir els 8 cm de longitud total.

## Distribució geogràfica
Es troba a Corea, Japó, Hong Kong i Taiwan.